# L'Expérience (roman)
L'Expérience est un roman d'Albert Palle publié en 1959 aux éditions Julliard et ayant reçu le prix Renaudot la même année.

## Éditions
- L'Expérience, éditions Julliard, 1959.